# Tony Dorsey
Anthony Jerald „Tony“ Dorsey (* 15. Juni 1970 in Atlanta, Georgia) ist ein ehemaliger Basketballspieler. Der gebürtige US-Amerikaner spielte nach dem Studium in seinem Geburtsland als Profi bis zum Jahr 2000, unterbrochen von einem kurzen Abstecher in der deutschen Basketball-Bundesliga, in der British Basketball League. In der Folge der Bosman-Entscheidung erwarb Dorsey die britische Staatsbürgerschaft und spielte anschließend noch in Israel, Frankreich, Belgien und Italien, bevor er seine Spielerlaufbahn 2009 in seiner Wahlheimat beendete. Für die englische Basketballnationalmannschaft bestritt er 15 Einsätze.

## Karriere
Dorsey studierte an der University of North Alabama in Florence, wo er für die Lions genannte Hochschulmannschaft in der NCAA Division II spielte und 1991 die landesweite Endrunde gewann. Anschließend war er in seiner Heimatstadt für die Trojans in der Sommerliga United States Basketball League aktiv und spielte außerdem für die Mannschaft San Martin in der Dominikanischen Republik.
1994 wechselte Dorsey nach Europa und unterschrieb einen Vertrag bei den Birmingham Bullets in der British Basketball League. In seiner zweiten Saison gewann er mit den Bullets die Meisterschaft dieser Liga und wurde zum MVP der abgelaufenen Saison ernannt. Er war damit Nachfolger von Roger Huggins, der auf gleicher Position agierend ein Jahr zuvor MVP geworden war. Anschließend wechselte Dorsey in die deutsche Basketball-Bundesliga zum ehemaligen Meister Steiner Bayreuth, fand sich dort aber nicht zurecht und wechselte zurück zu den Bullets nach England. 1998 gewann er mit den Bullets erneut die Meisterschaft und wechselte anschließend zum Ligakonkurrenten Giants aus Manchester, mit denen er 2000 die Meisterschaft gewann und erneut zum MVP der Liga ernannt wurde. Dorsey erwarb die britische Staatsbürgerschaft und wurde Mitglied der englischen Nationalmannschaft, mit der er sich jedoch für keine Titelkämpfe qualifizieren konnte.
Als Brite zählte Dorsey in europäischen Vereinsmannschaften im Zuge der Bosman-Entscheidung nicht mehr als Ausländer und nahm daher anderen US-Amerikanern keine Spielberechtigung mehr weg. Zunächst einmal wechselte Dorsey aber für die Saison 2000/01 in die israelische Ligat ha’Al zu Hapoel Jerusalem. Während der israelische Serienmeister Maccabi Tel Aviv in der Suproleague der FIBA Europa antrat, schloss sich Hapoel der neu gegründeten EuroLeague an, in deren Premierensaison man jedoch in der Vorrunde ausschied. Zum Ende der Spielzeit wurde die Mannschaft noch durch seinen englischen Nationalmannschaftskollegen Roger Huggins verstärkt und das Meisterschaftsfinale erreicht, das gegen den Maccabi Tel Aviv verloren wurde. Für die Saison 2001/02 wechselte Dorsey dann in die französische LNB Pro A zum Verein aus Cholet. In der französischen Liga wurde Dorsey in dieser Spielzeit mit 20 Punkten pro Spiel bester Korbschütze und erreichte den dritten Platz in der Abschlusstabelle. In den Play-offs um die Meisterschaft verlor man dann die Halbfinalserie gegen den späteren Meister ASVEL.
2002 wechselte Dorsey dann zum belgischen Meister aus Ostende in Flandern. Die Titelverteidigung gelang jedoch nicht, stattdessen gewann der wallonische Konkurrent Spirou BC Charleroi mit Huggins in seinen Reihen das belgische Double. Auch in den folgenden beiden Spielzeiten gelangen keine Titelgewinne für den mehrfachen belgischen Meister und Pokalsieger. 2005 wechselte Dorsey schließlich nach Italien und spielte in der zweiten Liga LegADue für den Verein aus Scafati, wechselte aber bereits Ende Oktober zum Ligakonkurrenten nach Jesi. Während Scafati am Ende der Saison direkter Aufsteiger in die höchste italienische Spielklasse, schied Jesi in den Play-offs um den verbleibenden Aufstiegsplatz früh aus.
2006 kehrte der mittlerweile 36-jährige Dorsey in seine Wahlheimat zurück und spielte für den britischen Meister Eagles aus Newcastle, mit dem er erfolgreich den Titel in der British Basketball League (BBL) verteidigte. Für die folgende Spielzeit wechselte er zum BBL-Pokalsieger Guildford Heat, mit dem er 2008 seine insgesamt fünfte britische Meisterschaft gewann. Im ULEB Cup 2007/08 war man jedoch chancenlos und verlor alle zehn Spiele der Vorrunde. In der Saison 2008/09 stand er noch für die Everton Tigers auf dem Parkett, die am Ende der Saison das Finalspiel um die Meisterschaft gegen seinen ehemaligen Verein Newcastle Eagles verloren. Zuvor hatte man mit dem BBL-Pokal erstmals einen Titel für die Tigers errungen. Anschließend war seine Spielerlaufbahn endgültig beendet. In der ewigen Bestenliste der BBL stand Dorsey zu dem Zeitpunkt mit 5826 erzielten Punkten in 273 Spielen unter den zehn Besten.